# Menno de Jong

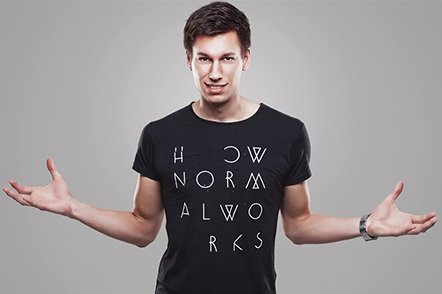
Menno de Jong

Menno de Jong (* 17. März 1984) ist ein niederländischer Trance-DJ und -Produzent. Er ist Inhaber des Musiklabels Intuition Recordings.

## Biographie
Menno de Jong wurde in einer Musikerfamilie geboren und experimentierte bereits früh im Musikstudio seines Vaters. Einen ersten Erfolg hatte er 2004 mit seiner Single Guanxi, die er beim Musiklabel Anjunabeats veröffentlichte. Die Produktionen Tundra (2005) und Nolthando / Solid State (2007) erschienen bei seinem eigenen Label Intuition Recordings. Er veröffentlichte auch einige Produktionen unter den Pseudonymen Myth, Halcyon, Sayla und zusammen mit Leon Bolier als Solar Express.
Seit 2005 hat Menno eine wöchentliche Radiosendung namens „Intuition Radio“. Vorübergehend wurde die Sendung als monatliches Programm unter anderem bei XM Radio und Worldspace weltweit ausgestrahlt. Mittlerweile wurde wieder in das wöchentliche Format gewechselt. Die Sendung läuft heute auf dem Internetradio-Sender Digitally Imported. Die Sendung kann auch als Podcast bei iTunes heruntergeladen werden.
Menno de Jong kündigte an, am 21. Mai 2022 sein letztes DJ-Set zu spielen. Danach beendet er diesen Teil seiner Karriere, da er das DJ-bedingte ständige Fliegen zwischen den Auftritten mittlerweile schwer vereinbar mit seinen Vorstellungen von Umwelt- und Naturschutz hält.

## Diskographie

### Singles
- Guanxi (2004)
- Tundra (2005)
- Magma / Momentum (2006)
- Nolthando / Solid State (2007)
- Sjamaan (2007)
- Solid State / Spirit (2008; feat. Re:Locate)
- Mad World (2008; feat. Mark Otten)
- Last Light Tonight (2009; mit Leon Bolier)
- Better World (2010)
- Bambino (2010)
- Acapulco Heat (2010)
- Turtle Paradise (2011)
- Place in the Sun (2011; feat. Ellie Lawson)

### Remixe
- Hydra – Affinity (2005)
- Mark Otten – So Serene (2006)
- Alex M.O.R.P.H. feat. Simon – No Regrets (2009)